# A Christmas show
A Christmas show is een kerstalbum van Jack Jersey uit 1975. Het bevat onder meer Gone girl waarmee hij dat jaar in de Nederlandse en Belgische hitlijsten stond. In Oostenrijk werd in dit jaar een Kerst-special voor televisie opgenomen en uitgezonden door de TROS.
Het album bereikte nummer 31 in de albumlijst van Veronica. In deze lijst bleef het drie weken staan. Het behaalde tweemaal de status van gouden elpee.
In 2003 werd het album opnieuw uitgebracht onder de titel Merry Christmas sweet memory.

## Nummers
| Nr. | naam                          | schrijver                        |
| --- | ----------------------------- | -------------------------------- |
| A1  | Gone girl                     | Jack Clement en Jack de Nijs     |
| A2  | Silent night                  | traditioneel/arr. Jack de Nijs   |
| A3  | Lonely Christmas              | Jack de Nijs en Jacques Verburgt |
| A4  | Why me Lord                   | Kris Kristofferson               |
| A5  | I'll be home on Christmas eve | Jack de Nijs en H. Haast         |
| A6  | One day at the time           | Kris Kristofferson               |
| B1  | White Christmas               | Irving Berlin                    |
| B2  | Merry Christmas, sweet memory | Jack de Nijs en K. Naar          |
| B3  | This Christmas lore           | Dries Holten en Jack de Nijs     |
| B4  | After all the years           | D vd Meulen en Jack de Nijs      |
| B5  | How many                      | Jack de Nijs en Jacques Verburgt |
| B6  | Little snowflakes             | Jack de Nijs en H Haast          |